# Efecto loto

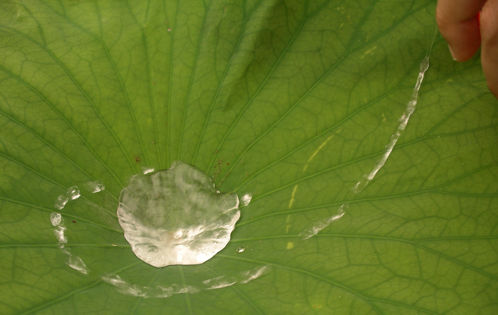
Agua en la superficie de una hoja de loto.

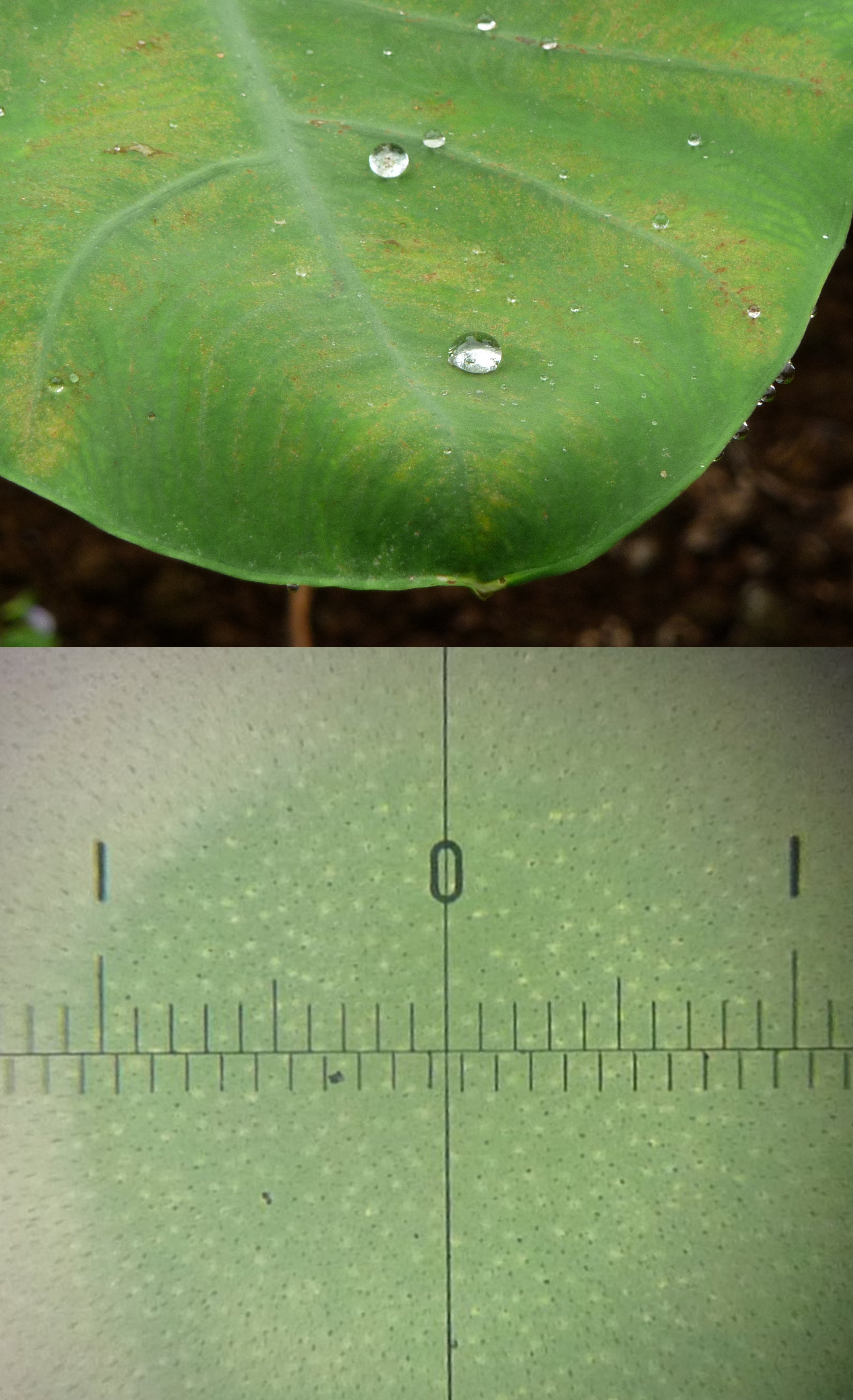
Gotitas de agua en la hoja de taro con efecto loto (superior), y la superficie de la hoja de taro aumentada (0–1 es un milímetro de aumento) mostrando una serie de pequeñas protuberancias (inferior).

Gráfico de computador de la superficie de una hoja de loto.

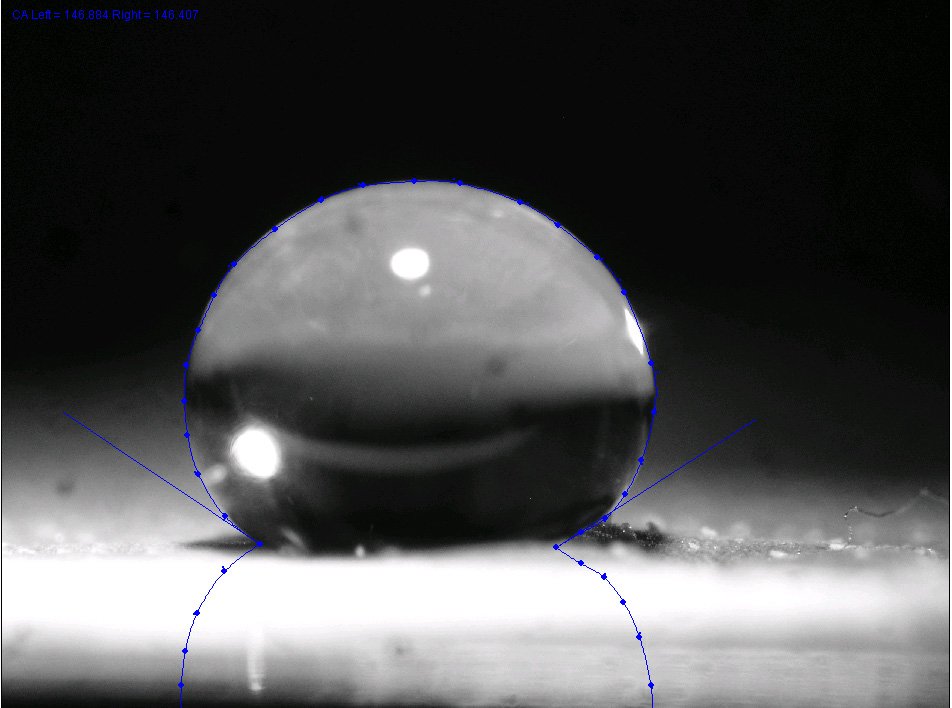
Una gota de agua sobre una superficie de loto que muestra ángulos de contacto de aproximadamente 147°.

El efecto loto se refiere a las propiedades de autolimpieza que son el resultado de muy alta repelencia al agua (superhidrófobo), según lo exhibido por las hojas de la flor de loto (Nelumbo).
Las partículas de suciedad son recogidas por gotas de agua debido a la micro y nanoscópica arquitectura en la superficie, lo que minimiza la adhesión de la gotita a esa superficie.
Propiedades de superhidrofobicidad y autolimpiantes también se encuentran en otras plantas, comoTropaeolum (nasturtium), Opuntia, Alchemilla, caña, y también en las alas de algunos insectos.
El fenómeno de la superhidrofobicidad fue estudiado por primera vez por Dettre y Johnson en 1964 utilizando superficies hidrofóbicas en bruto. Su trabajo desarrolló un modelo teórico basado en los experimentos con perlas de vidrio recubiertas con telómero parafina o PTFE. La propiedad de autolimpieza de las superficies nanoestructuradas micro superhidrófobas fue estudiado por los botánicos alemanes Barthlott y Ehler en 1977, quienes describieron las propiedades superhidrófobas como autolimpiantes y describieron por primera vez el "efecto loto". Algunos materiales superhidrófobos, como el perfluoroalquilo y el perfluoropolieter, fueron desarrollados por Brown en 1986 para el manejo de fluidos químicos y biológicos. Otras aplicaciones biotecnológicas han surgido desde los años 1990.

## Principio de funcionamiento
Debido a su alta tensión superficial, las gotas de agua tienden a minimizar su superficie por tratar de lograr una forma esférica. En contacto con una superficie, las fuerzas de adhesión resultan en humectantes de la superficie. Cualquier humectación completa o incompleta puede ocurrir dependiendo de la estructura de la superficie y la tensión de fluido de la gotita.
La causa de las propiedades autolimpiantes es el repelente al agua de la doble estructura hidrófoba de la superficie. Esto permite que el área de contacto y la fuerza de adhesión entre la superficie y las gotas se reduzcan significativamente resultando en un proceso de autolimpieza.
Esta doble estructura jerárquica se formó a partir de una epidermis característica (la capa más externa llamada la cutícula) y las ceras que cubren. La epidermis de la planta de loto posee papilas con 10 a 20 micras de altura y de 10 a 15 micras de anchura en la que se imponen las denominadas ceras epicuticulares. Estas ceras superpuestas son hidrófobas y forman la segunda capa de la doble estructura.
La hidrofobicidad de una superficie puede medirse por su ángulo de contacto. Cuanto mayor sea el ángulo de contacto mayor es la hidrofobicidad de una superficie. Las superficies con un ángulo de contacto menor de 90° se conocen como hidrófilo y aquellos con un ángulo mayor de 90° como hidrófobo. Algunas plantas muestran ángulos de contacto de hasta 160° y se conocen como super-hidrófobo con solo el 2-3 % de la superficie de una gota (de tamaño típico) está en contacto. Las plantas con una superficie doble estructurado como el loto pueden alcanzar un ángulo de contacto de 170°, por lo que el área de contacto de la gota es solo el 0,6 %. Todo esto lleva a un efecto de autolimpieza.
Las partículas de suciedad con un área de contacto extremadamente reducida son recogidos por las gotas de agua y son por lo tanto de fácil limpieza de la superficie. Si una gotita de agua a través de rodillos de una superficie tal contaminada la adhesión entre la partícula de suciedad, independientemente de su composición química, y la gota es mayor que entre la partícula y la superficie.
Como este efecto de autolimpieza se basa en la alta tensión superficial del agua no funciona con disolventes orgánicos. Por lo tanto, la hidrofobicidad de una superficie no es una protección contra los grafitis.
Este efecto es de una gran importancia para las plantas como una protección contra el crecimiento de patógenos como hongos o algas, y también para animales como mariposas, libélulas y otros insectos no capaz de limpiar todas las partes de su cuerpo.
Otro efecto positivo de esta autolimpieza es la prevención de la contaminación del área fotosintética, lo cual resultaría en la reducción de la fotosíntesis.

## Aplicación técnica
Cuando se descubrió que las cualidades de autolimpieza de superficies superhidrófobas a escala nanoscópica provienen de las propiedades físico-químicas en la microscópica, en lugar de partir de las propiedades químicas específicas de la superficie de la hoja, el descubrimiento abre la posibilidad de utilizar este efecto en las superficies artificiales, mediante la imitación de la naturaleza de una manera general en lugar de una específica.
Algunos nanotecnólogos han desarrollado tratamientos, recubrimientos, pinturas, tejas, tejidos y otras superficies que pueden permanecer seca y limpias mediante la replicación de una manera técnica de las propiedades de autolimpieza de plantas, tales como la planta de loto. Esto por lo general se puede lograr utilizando tratamientos químicos fluorados o siliconas especiales en las superficies estructuradas o con composiciones que contienen partículas microescala. Los recubrimientos superhidrófobos que comprende micropartículas de teflón se han utilizado en las diapositivas de diagnóstico médico durante más de 30 años. Es posible lograr tales efectos mediante el uso de combinaciones de polietilenglicol con glucosa y sacarosa (o cualquier partícula insoluble) en conjunción con una sustancia hidrófoba.
En tratamientos superficiales químicos adicionales, que pueden eliminarse con el tiempo, los metales han sido esculpidos con láser de impulsos de femtosegundos para producir el efecto de loto. Los materiales son de color negro uniforme en cualquier ángulo, lo que combinado con las propiedades autolimpiantes podría usarse para producir colectores de energía solar térmica a muy bajo mantenimiento, mientras que la alta durabilidad de los metales podría ser utilizada en letrinas autolimpiantes para reducir la transmisión de enfermedades.
Han sido comercializadas otras aplicaciones, tales como los cristales de autolimpieza instalados en los sensores de las unidades de control de tráfico en las autopistas alemanas desarrolladas por un socio de cooperación (Ferro GmbH). Evonik AG ha desarrollado un spray para la generación de películas de autolimpieza en varios sustratos. Recubrimientos superhidrófobos aplicados a antenas de microondas puede reducir significativamente el esfumado de lluvia y la acumulación de hielo y nieve.
Los productos "fácil de limpiar" de los anuncios a menudo se confunden en el nombre de las propiedades de autolimpieza de superficies hidrofóbicas o superhidrófobas. Las superficies tratadas como superhidrófobas también muestran promesas de mejora en los dispositivos para pruebas de laboratorio de microfluidos y puede mejorar mucho los bioanálisis basados en superficie.
Las propiedades superhidrófobas o hidrófobos se han utilizado en la recolección de rocío, o la canalización de agua a una cuenca para su uso en el riego. El Groasis Waterboxx tiene una tapa con una estructura piramidal microscópica, basada en las propiedades superhidrófobas que canalizan la condensación y el agua de lluvia en un recipiente para la liberación a las raíces de una planta que se cultiva.

## Historia de la investigación
Aunque el fenómeno de autolimpieza del loto fue posiblemente conocido en Asia mucho antes (referencia al efecto de loto se encuentra en el Bhagavad Gita) su mecanismo se explica solamente en la década de 1970 después de la introducción de la microscopio electrónico de barrido. Los estudios se realizaron con las hojas de  Tropaeolum y de loto (Nelumbo). « The Lotus Effect™ » es marca registrada (Trade Mark) del Sto AG (US Registration Nos. 3561156 and 2613850).